# U-556
Unterseeboot 556 foi um submarino alemão do Tipo VIIC, operando na Kriegsmarine durante a Segunda Guerra Mundial. O seu projeto foi encomendado no dia 25 de setembro de 1939, sendo construído pela Blohm + Voss em Hamburgo e lançado ao mar no dia 7 de dezembro de 1940. Foi comissionado no dia 6 de fevereiro de 1941 pelo Kapitänleutnant Herbert Wohlfarth.
O U-556 esteve em operação no ano de 1941, realizando neste período duas patrulhas de guerra, nas quais afundou e danificou sete navios, num total de 34 358 toneladas de arqueação.
Foi afundado no dia 27 de junho de 1941 no Atlântico norte  por cargas de profundidade lançadas pelos navios de corveta britânicos HMS Nasturtium, HMS Celandine e HMS Gladiolus, causando a morte de 5 de seus tripulantes, deixando 41 sobreviventes.

## Comandantes
| Comandante               | Data                                         |
| ------------------------ | -------------------------------------------- |
| Kptlt. Herbert Wohlfarth | 6 de fevereiro de 1941 - 27 de junho de 1941 |

## Operações

### Primeira Patrulha de Guerra
O U-556, comandado pelo Kptlt Herbert Wohlfarth, partiu em sua primeira patrulha de guerra no dia 1 de maio de 1941 a partir da base de Kiel. Alguns dias mais tarde, em 6 de maio, interceptou o navio pesqueiro Emanuel de 166 toneladas, afundando-o por disparo de canhão  deixando três de seus tripulantes mortos e um número desconhecido de sobreviventes.
Pouco tempo depois, no dia 10 de maio, se juntou ao Rudeltaktik West, operação que mobilizou dezenas de U-Boots e que resultou no afundamento de 56 embarcações aliadas. O U-556 atacou o comboio OB-318 juntamente com outros cinco submarinos alemães, conseguindo afundar três de suas embarcações.
Logo nas primeiras horas do dia 10 de maio, o navio mercante britânico Aelybry de 4 986 toneladas foi torpedeado e danificado às 4h e 42min , sendo afundado pelo U-110 na noite do dia seguinte. Este ataque causou a morte de nove tripulantes, deixando 32 sobreviventes, entre eles estava o comandante do navio Harold William Brockwell. Os sobreviventes foram resgatados pelo navio de passageiros português Lourenço Marques.
Algumas horas mais tarde foi localizado o navio mercante britânico Empire Caribou de 4 861 toneladas, comandado pelo capitão Bernard Edwin Duffield, que havia se separado do comboio OB-318, sendo torpedeado  e vindo a afundar às 7h 52min. Neste ataque morreram 34 tripulantes, dentre estes estava o seu capitão, dois operadores de canhão e 31 marinheiros enquanto que sobreviveram 11 tripulantes, nove destes marinheiros e dois operadores de canhão que foram resgatados pelo HMS Malcolm.
Em continuidade a sua perseguição ao comboio OB-318, localizou o navio marcante de bandeira belga Gand de 5 086 toneladas, comandado pelo capitão Michel Hostens, que também havia se desprendido do comboio OB-318. O ataque ocorreu às 20h 37min vindo a afundar logo após ter sido torpedeado a 210 milhas do Cabo Farewell . Dos 44 tripulantes, ocorreu a morte de um membro, enquanto que os demais 43 sobreviveram ao ataque, sendo resgatados logo em seguida.
Após mais alguns dias em patrulha, localizou o comboio HX-126 e iniciou o ataque a seus navios no dia 20 de maio de 1941. Participaram ainda do ataque a este comboio outros dez submarinos alemães, causando o afundamento de nove embarcações. Três navios foram afundados pelo submarino alemão, atingindo os alvos às 14h 48min, logo em seguida às 14h 50min e o último às 15h 16min.
Foi atacado pelo U-556 o navio tanque britânico British Security de 8740 toneladas, carregando 11200 toneladas de querosene e benzeno. O navio foi atingido por um único torpedo e incendiou, devido a carga que levava, queimou por três dias até afundar . Morreram neste ataque o capitão Arnold James Akers todos os 48 membros da tripulação e quatro operadores de canhão, não restando nenhum sobrevivente.
O segundo navio atingido foi o navio mercante britânico Cockaponset de 5 995 toneladas, comandado pelo capitão Benjamin Green. Foi alvejado por um torpedo e veio a afundar logo em seguida . Toda a sua tripulação sobreviveu ao ataque, sendo o capitão e os 40 tripulantes resgatados pelo navio de resgate Hontestroom e deixados em terra em Reykjavik no dia 27 de maio.
O terceiro navio a ser atingido foi o navio britânico Darlington Court de 4 974 toneladas, comandado pelo capitão Charles Hurst. Foi alvejado por um único torpedo e veio a afundar . Morreram 28 das 40 pessoas a bordo, entre eles 22 membros da tripulação, três operadores de canhão e três passageiros, sobrevivendo os outros 12, entre eles o capitão, dez membros da tripulação e um operador de canhão que foram resgatados pelo navio Hontestroom e deixados em terra em Reykjavik no dia 27 de maio.
Após esta sequência de ataques, O U-556 permaneceu em alto mar até o dia 30 de maio de 1941, atracando na base de Lorient após ter permanecido 30 dias em patrulha, afundando um total de 34 538 toneladas.

### Segunda Patrulha de Guerra
Permaneceu na base de Lorient por mais algumas semanas, partindo para a sua segunda e última patrulha no dia 19 de junho de 1941 rumo às águas do Atlântico norte. Após passados nove dias desde a sua partida, foi localizado pelos navios de corveta britânicos HMS Nasturtium, HMS Celandine e HMS Gladiolus. Foi atacado por cargas de profundidade e veio a afundar . Dos 46 tripulantes que estavam a bordo do submarino, cinco morreram e os 41 sobreviventes, incluindo o seu capitão, se tornaram prisioneiros de guerra, somente retornando para casa no dia 14 de julho de 1947.

## Subordinação
| Período                                      | Flotilha                  |
| -------------------------------------------- | ------------------------- |
| 6 de fevereiro de 1941 - 27 de junho de 1941 | 1. Unterseebootsflottille |

## Patrulhas
|       | Comandante               | Partida             | Partida | Chegada             | Chegada  | Dias    | Toneladas |
| ----- | ------------------------ | ------------------- | ------- | ------------------- | -------- | ------- | --------- |
| 1     | Kptlt. Herbert Wohlfarth | 1 de maio de 1941   | Kiel    | 30 de maio de 1941  | Lorient  | 30 dias | 34 538    |
| 2     | Kptlt. Herbert Wohlfarth | 19 de junho de 1941 | Lorient | 27 de junho de 1941 | Afundado | 9 dias  |           |
| Total | Total                    | Total               | Total   | Total               | Total    | 39 dias | 34 358 t  |

## Navios atacados
- 6 navios afundados, num total de 29 552 GRT
- 1 navio danificado, num total de 4 986 GRT

| Data               | Comandante        | Nome da Embarcação  | Toneladas | Nacionalidade | Comboio | Local do ataque     |
| ------------------ | ----------------- | ------------------- | --------- | ------------- | ------- | ------------------- |
| 6 de maio de 1941  | Herbert Wohlfarth | Emanuel             | 166       | Ilhas Feroé   |         | 62° 06' N 8° 10' O  |
| 10 de maio de 1941 | Herbert Wohlfarth | Aelybry(danificado) | 4,986     | Reino Unido   | OB-318  | 59° 23' N 35° 25' O |
| 10 de maio de 1941 | Herbert Wohlfarth | Empire Caribou      | 4,861     | Reino Unido   | OB-318  | 59° 28' N 35° 44' O |
| 10 de maio de 1941 | Herbert Wohlfarth | Gand                | 5,086     | Bélgica       | OB-318  | 57° 45' N 37° 34' O |
| 20 de maio de 1941 | Herbert Wohlfarth | British Security    | 8,470     | Reino Unido   | HX-126  | 57° 14' N 39° 23' O |
| 20 de maio de 1941 | Herbert Wohlfarth | Cockaponset         | 5,995     | Reino Unido   | HX-126  | 57° 28' N 41° 07' O |
| 20 de maio de 1941 | Herbert Wohlfarth | Darlington Court    | 4,974     | Reino Unido   | HX-126  | 57° 28' N 41° 07' O |
| Total              | Total             | Total               | 34 538 t  |               |         |                     |

## Operações conjuntas de ataque
O U-556 participou das seguinte operações de ataque combinado durante a sua carreira:
- Rudeltaktik West (10 de maio de 1941 - 20 de maio de 1941)[11]

Nesta operação, o U-556 atacou o comboio OB-318, afundando o navio britânico Empire Caribou e o belga Gand e danificou o navio britânico Aelybry.

## Coordenadas
1. ↑  em posição 60° 24' N 20° O
2. ↑  em posição 62° 06' N 8° 10' O
3. ↑  em posição 59° 23' N 35° 25' O
4. ↑  em posição 59° 28' N 35° 44' O
5. ↑  em posição 57° 45' N 37° 34' O
6. ↑  em posição 57° 14' N 39° 23' O
7. ↑  em posição 57° 28' N 41° 07' O
8. ↑  em posição 57° 28' N 41° 07' O
9. ↑  em posição 60° 24' N 20° O